# مركز العلوم الصحية لجامعة شمال تكساس في فورت وورث - كلية تكساس للطب التقويمي
مركز العلوم الصحية لجامعة شمال تكساس في فورت وورث - كلية تكساس للطب التقويمي (بالإنجليزية: University of North Texas Health Science Center at Fort Worth Texas College of Osteopathic Medicine)‏ هي إحدى الكليات لتدريس الطب في الولايات المتحدة الأمريكية. تقع في مدينة فورت وورث في ولاية تكساس الأمريكية. نوع الشهادة الطبية التي يتم تحصيلها هناك هي دو.